# Серете
Серете (исп. Cereté) — город и муниципалитет на севере Колумбии, на территории департамента Кордова.

## История
Поселение, из которого позднее вырос город, было основано 21 апреля 1721 года. Муниципалитет Серете был выделен в отдельную административную единицу в 1923 году.

## Географическое положение

Муниципалитет Серете

Город расположен на севере центральной части департамента, в пределах Прикарибской низменности, к востоку от реки Сину, на расстоянии приблизительно 10 километров к северо-востоку от города Монтерии, административного центра департамента. Абсолютная высота — 14 метров над уровнем моря.
Муниципалитет Серете граничит на севере с территорией муниципалитета Сан-Пелайо, на востоке — с муниципалитетом Сьенага-де-Оро, на юго-востоке — с муниципалитетом Сан-Карлос, на юге и юго-западе — с муниципалитетом Монтерия. Площадь муниципалитета составляет 352 км².

## Население
По данным Национального административного департамента статистики Колумбии, совокупная численность населения города и муниципалитета в 2015 году составляла 91 525 человек.
Динамика численности населения муниципалитета по годам:
| 2005   | 2006   | 2007   | 2008   | 2009   | 2010   | 2011   | 2012   | 2013   | 2014   | 2015   |
| ------ | ------ | ------ | ------ | ------ | ------ | ------ | ------ | ------ | ------ | ------ |
| 83 917 | 84 638 | 85 377 | 86 133 | 86 906 | 87 681 | 88 466 | 89 245 | 90 023 | 90 785 | 91 525 |

Согласно данным переписи 2005 года мужчины составляли 49,1 % от населения Серете, женщины — соответственно 50,9 %. В расовом отношении белые и метисы составляли 91,8 % от населения города; негры, мулаты и райсальцы — 7,7 %; индейцы — 0,5 %.
Уровень грамотности среди всего населения составлял 87,9 %.

## Экономика
55 % от общего числа городских и муниципальных предприятий составляют предприятия торговой сферы, 35,4 % — предприятия сферы обслуживания, 8,6 % — промышленные предприятия, 1 % — предприятия иных отраслей экономики.

## Транспорт
Через город проходят национальные автотрассы № 74 и № 21.